# 豪伊·李
豪伊·李（英語：Howie Lee，1929年10月13日—2014年11月13日），加拿大前男子冰球运动员，场上位置是后卫。他曾代表加拿大参加1956年冬季奥林匹克运动会冰球比赛，获得一枚铜牌。